# جهاز استقبال الصوت والصورة

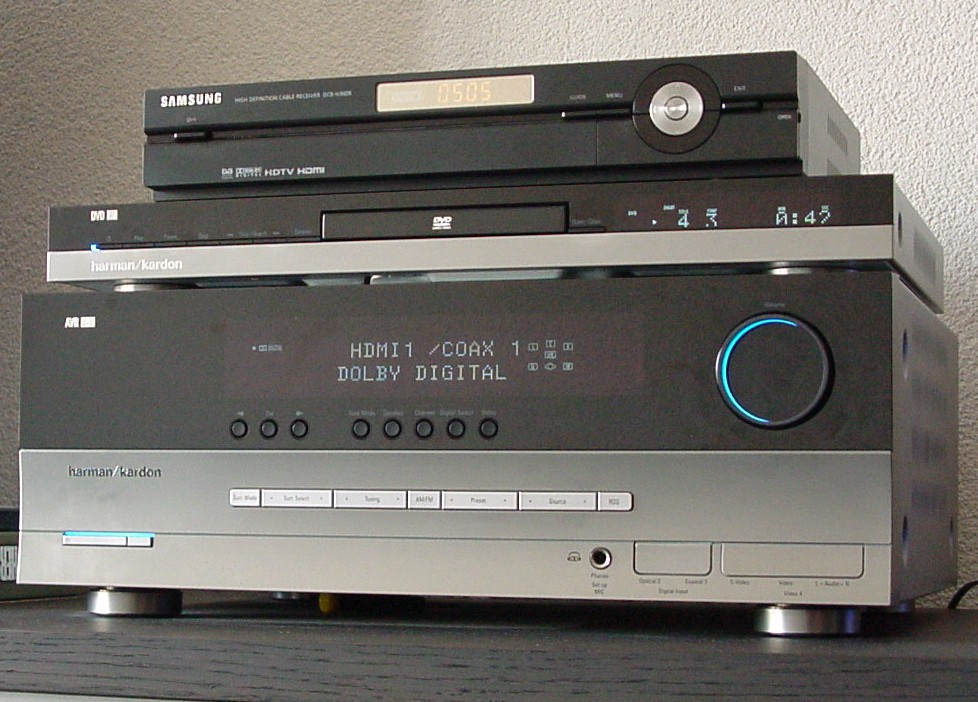
جهاز الاستقبال الصوتي والمرئي هارمان كاردون من طراز أيه في أر 245 هو الوحدة الكبيرة في الأسفل.

جهاز استقبال الصوت والصورة (بالإنجليزية: AVR)‏ هو جهاز إلكترونيات يستخدمه المستهلكون في السينما المنزلية.
الغرض منه هو استقبال إشارات الصوت والفيديو من عدة مصادر، ومعالجتها وتوفير مضخمات طاقة لتشغيل مكبرات الصوت وتوجيه الفيديو إلى شاشات العرض مثل التلفاز أو الشاشة أو عارض الفيديو .
قد تأتي المدخلات من طبق القمر الصناعي أو الراديو أو قارئ دي في دي أو بلو راي أو مسجل الفيديو أو مشغل ألعاب الفيديو وغيرها.
عادةً ما يتم تعيين اختيار مصدر أستقبال الصوت والصورة من داخل نظام الإعدادات بواسطة جهاز التحكم عن بُعد .

## الاستخدام

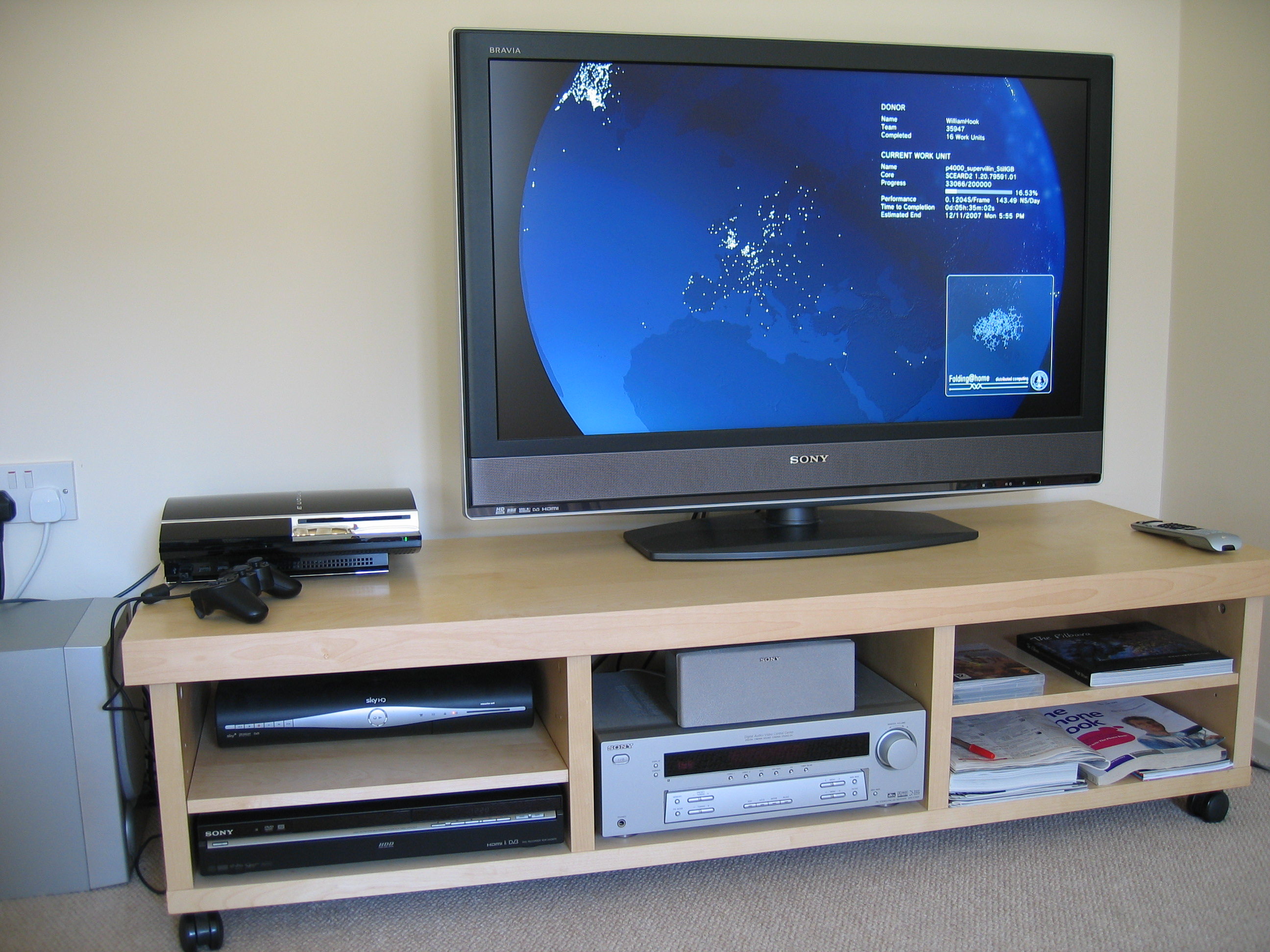
سينما منزلية

يشير المصطلح «جهاز استقبال» بشكل أساسي إلى مكون كهربي ، وعادة ما يكون نموذج ستيريو ثنائي القناة على الأقل، يحتوي على موالف راديو مدمج. مع مستقبلات الصوت والصورة، تتمثل الوظيفة الأساسية في استقبال إشارة صوتية وتضخيمها لتشغيل مكبرات صوت خارجية أو مكبرات متعددة، والسماح بتمرير إشارة الفيديو المقابلة إلى جهاز عرض مثل جهاز عرض أو تلفزيون. يقوم جهاز الاستقبال بأداء مهام تتطلب عدة قطع منفصلة من المعدات، مثل المضخمات الأولية والمعادلات ومضخمات الطاقة المتعددة، وما إلى ذلك.

## روابط خارجية
- مخطط كتلة جهاز استقبال نموذجي نسخة محفوظة 4 يونيو 2011 على موقع واي باك مشين.
- دليل التبديل لتحويل الفيديو والصوت
- أنواع مستقبلات الصوت والصورة - الإسبانية